# Gertrude Page
Gertrude Page, rodezijska pisateljica, * 1872, † 1922.

## Dela
- Skrivnostni tujci
- Ljubezen v divjini
- Gilsova rodezijska filozofija
- Veliki sijaj
- Največja želja
- Cilj na ranču
- Plovna smer moje ladje